# Martín Ortega
Martín Ortega (Quilmes, 20 de agosto de 1999) es un futbolista argentino origen sirio. Juega de defensor y su equipo actual es Tigre, de la Primera División de Argentina.

## Trayectoria
Realizó su primer pretemporada con el plantel de Primera en 2017. Ese mismo año, firmó su primer contrato profesional hasta 2020.
El 2 de marzo de 2019 fue parte de los suplentes en el partido frente a Independiente Rivadavia, partido que finalizó 2-2, pero no tuvo la posibilidad de sumar sus primeros minutos en Primera.
Debutó el 28 de noviembre de 2020 en la derrota por 1-0 contra Ramón Santamarina, ingresando a los 29 minutos del segundo tiempo por Leonardo Rolón.
Convirtió su primer gol como profesional el 22 de junio de 2021 en la victoria por 3-1 sobre Chacarita Juniors.

## Estadísticas

### Clubes
- Actualizado hasta el 25 de julio de 2025.

| Quilmes Argentina | 2.ª                 | 2018-19             | 0   | 0 | -  | - | - | - | 0   | 0 | 0    |
| Quilmes Argentina | 2.ª                 | 2019-20             | 0   | 0 | -  | - | - | - | 0   | 0 | 0    |
| Quilmes Argentina | 2.ª                 | 2020                | 7   | 0 | -  | - | - | - | 7   | 0 | 0    |
| Quilmes Argentina | 2.ª                 | 2021                | 33  | 2 | -  | - | - | - | 33  | 2 | 0.06 |
| Quilmes Argentina | 2.ª                 | 2022                | 20  | 1 | 1  | 0 | - | - | 21  | 1 | 0.05 |
| Quilmes Argentina | Total club          | Total club          | 60  | 3 | 1  | 0 | - | - | 61  | 3 | 0.05 |
| Tigre Argentina | 1.ª                 | 2022                | 9   | 0 | 2  | 0 | - | - | 11  | 0 | 0    |
| Tigre Argentina | 1.ª                 | 2023                | 11  | 0 | 3  | 0 | 2 | 0 | 16  | 0 | 0    |
| Tigre Argentina | 1.ª                 | 2024                | 16  | 1 | 12 | 1 | - | - | 28  | 2 | 0.07 |
| Tigre Argentina | 1.ª                 | 2025                | 12  | 1 | 2  | 0 | - | - | 14  | 1 | 0.07 |
| Tigre Argentina | Total club          | Total club          | 48  | 2 | 19 | 1 | 2 | 0 | 67  | 3 | 0.04 |
| Total en su carrera | Total en su carrera | Total en su carrera | 106 | 5 | 20 | 1 | 2 | 0 | 128 | 6 | 0.05 |
| (1) Las copas nacionales se refiere a la Copa Argentina y a la Copa de la Liga Profesional. (2) Las copas internacionales se refiere a la Copa Libertadores y a la Copa Sudamericana. (3) Media de goles por encuentro. No incluye goles en partidos amistosos. |                     |                     |     |   |    |   |   |   |     |   |      |